# Championnat de Tchéquie de football 1998-1999
Navigation
Saison 1997-1998 Saison 1999-2000
La saison 1998-1999 du Championnat de République tchèque de football était la 6e édition de la Gambrinus Liga, le championnat de première division de République tchèque. Les 16 clubs de l'élite jouent les uns contre les autres lors de rencontres disputées en matchs aller et retour au sein d'une poule unique.
Le Sparta Prague finit une nouvelle fois en tête du championnat et conserve son titre. C'est le 5e titre de champion de République tchèque en six ans pour le club.

## Les 16 clubs participants
| - AC Sparta Prague - SK Slavia Prague - FC Boby Brno - SFC Opava - FK Jablonec 97 - FC Hradec Kralové - FC Banik Ostrava - FK Teplice | - Chmel Blsany - Promu de Druha Liga - SK Sigma Olomouc - FC Dukla Pribram - Viktoria Plzen - Slovan Liberec - FK Viktoria Zizkov - Petra Drnovice - MFK Karvina - Promu de Druha Liga |

## Compétition

### Classement
Le barème de points servant à établir le classement se décompose ainsi :
- Victoire : 3 points
- Match nul : 1 point
- Défaite : 0 point

| Rang | Équipe               | Pts | J  | G  | N  | P  | Bp | Bc | Diff |
| ---- | -------------------- | --- | -- | -- | -- | -- | -- | -- | ---- |
| 1    | AC Sparta Prague (T) | 60  | 30 | 17 | 9  | 4  | 62 | 23 | +39  |
| 2    | FK Teplice           | 55  | 30 | 16 | 7  | 7  | 55 | 30 | +25  |
| 3    | SK Slavia Prague (C) | 55  | 30 | 15 | 10 | 5  | 51 | 31 | +20  |
| 4    | SK Sigma Olomouc     | 47  | 30 | 12 | 11 | 7  | 42 | 34 | +8   |
| 5    | FC Baník Ostrava     | 45  | 30 | 10 | 15 | 5  | 39 | 26 | +13  |
| 6    | Chmel Blsany (P)     | 42  | 30 | 12 | 6  | 12 | 48 | 44 | +4   |
| 7    | FC Boby Brno         | 41  | 30 | 11 | 8  | 11 | 37 | 33 | +4   |
| 8    | SK Hradec Králové    | 39  | 30 | 11 | 6  | 13 | 33 | 40 | -7   |
| 9    | Slovan Liberec       | 38  | 30 | 9  | 11 | 10 | 33 | 34 | -1   |
| 10   | FK Viktoria Zizkov   | 38  | 30 | 11 | 5  | 14 | 31 | 47 | -16  |
| 11   | Petra Drnovice       | 37  | 30 | 9  | 10 | 11 | 35 | 44 | -9   |
| 12   | FK Jablonec 97       | 35  | 30 | 9  | 8  | 13 | 37 | 46 | -9   |
| 13   | FC Dukla Pribram     | 33  | 30 | 8  | 9  | 13 | 28 | 41 | -13  |
| 14   | SFC Opava            | 32  | 30 | 8  | 8  | 14 | 40 | 54 | -14  |
| 15   | Viktoria Plzeň       | 32  | 30 | 8  | 8  | 14 | 26 | 43 | -17  |
| 16   | MFK Karviná (P)      | 23  | 30 | 6  | 5  | 19 | 28 | 55 | -27  |

|  | Qualifié pour la Ligue des champions 1999-2000                                                     |
|  | Qualifié pour la Coupe UEFA 1999-2000                                                              |
|  | Qualifié pour la Coupe Intertoto 1999                                                              |
|  | Relégation en 2e division                                                                          |
|  | (T) : Tenant du titre (C) : Vainqueur de la Coupe de République tchèque (P) : Promu de 2e division |

## Bilan de la saison
| Tableau d'Honneur                             |                  |
| Compétition                                   | Vainqueur        |
| Championnat de République tchèque de football | AC Sparta Prague |
| Coupe de République tchèque de football       | SK Slavia Prague |

| Qualifications européennes    |                             |
| Ligue des champions 1999-2000 | Qualifié                    |
| 1er tour                      | AC Sparta Prague            |
| Coupe UEFA 1999-2000          | Qualifiés                   |
| 1er tour                      | FK Teplice SK Slavia Prague |
| Tour préliminaire             | SK Sigma Olomouc            |
| Coupe Intertoto 1999          | Qualifiés                   |
| 2e tour                       | FC Boby Brno                |
| 1er tour                      | SK Hradec Králové           |

| Promotion et relégation |                                                |
| Relégués en Druha Liga  | Viktoria Plzen MFK Karvina                     |
| Promus en První Liga    | SK Dynamo Ceské Budejovice FC Bohemians Prague |